# خيسوس بيمنتل
خيسوس بيمنتل (بالإسبانية: Jesús Pimentel)‏ (17 فبراير 1940 - ) هو ملاكم مكسيكي، صنّف ضمن فئة وزن البانتام ‏.

## وصلات خارجية
- خيسوس بيمنتل على موقع بوكس ريك (الإنجليزية) (registration required)